# Marioantofil·liïta
La marioantofil·liïta és un mineral de la classe dels carbonats que pertany al supergrup de la hidrotalcita.

## Característiques
La marioantofil·liïta és un carbonat de fórmula química [Cu₄Al₂(OH)₁₂](CO₃)·3H₂O. Va ser aprovada com a espècie vàlida per l'Associació Mineralògica Internacional en el mes de maig de l'any 2025. Encara resta pendent de publicació. Cristal·litza en el sistema monoclínic.
Les mostres que van servir per a determinar l'espècie, el que es coneix com a material tipus, es troben conservades a les col·leccions del Museu d'Història Natural de la Universitat de Pisa (Itàlia), amb el número de catàleg: 20081, i al Museu Nacional de Praga,  amb el número de catàleg: P1P 3/2025.

## Formació i jaciments
Va ser descoberta a la mina Monte Copello-Reppia, a la localitat italiana de Ne (Província de Gènova, Ligúria), sent aquest indret l'únic de tot el planeta on ha estat descrita aquesta espècie mineral.